# Mario Massaro
Mario Massaro (ur. 10 września 1940 w Chieuti) – włoski nauczyciel i wieloletni burmistrz Chieuti, z narodowości Arboresz.

## Życiorys
W 1968 roku ukończył studia z zakresu pedagogiki na Uniwersytecie w Urbino, pracował następnie w Chieuti jako nauczyciel języka włoskiego, łacińskiego, historii oraz geografii.
Pełnił funkcję burmistrza Chieti przez 30 lat. Założył arboreskie stowarzyszenie Gjaku i shprishur oraz zespół folklorystyczny o tej samej nazwie.